# Joseph Scholz (Verwaltungsjurist)
Joseph Johann von Nepomuk Scholz (* 3. September 1882 in Aschaffenburg; † 30. Juni 1958 in München) war ein deutscher Verwaltungsjurist und Landrat.

## Leben
Joseph Scholz absolvierte ein Studium der Rechtswissenschaften und legte im Dezember 1908 das Große juristische Staatsexamen mit der Note II13/14=II ab. Bevor er am 1. Dezember 1914 Assessor beim Bezirksamt Wertingen wurde, war er als Rechtspraktikant beim Bezirksamt Aschaffenburg, bei der Regierung von Unterfranken sowie als Amtsanwalt bei der Polizeidirektion München eingesetzt. 1921 übernahm er als Bezirksamtmann die Leitung des Bezirksamtes Aschaffenburg. 1923 kam er als Regierungsrat zur Polizeidirektion Nürnberg-Fürth, wo er Leiter des Polizeiamtes Fürth wurde. Am 16. März 1932 erhielt er die Ernennung zum Oberregierungsrat und wurde am 16. Juni 1933 zum Vertreter des Bezirksamtsleiters in Cham bestimmt, bis er zwei Monate später das Amt definitiv besetzte. Ab 1939 führte er die Bezeichnung Landrat und wurde nach Differenzen mit einem NSDAP-Funktionär zum 1. August 1942 zur Bezirksregierung Minden abgeordnet. Im August 1943 folgte die Abordnung zur Verwaltung im Protektorat Böhmen und Mähren. Vom 25. Oktober 1943 bis zum 5. Mai 1945 leitete er die Bezirksbehörde in Strakonitz in Südböhmen. Eine Rückkehr in den Dienst bei der Bezirksregierung in Regensburg wurde nach kurzer Zeit mit der Entlassung durch die amerikanische Militärregierung beendet.
Im Entnazifizierungsverfahren wurde Scholz am 29. August 1947 durch die Spruchkammer Cham in die Gruppe V (entlastet) eingestuft. Zum 1. September 1948 wurde er Oberregierungsrat und war von 1948 bis 1952 Landrat des Landkreises Kötzting.
Scholz gehörte 1919 dem Freikorps Epp an und trat am 1. Mai 1935 in die NSDAP (Mitgliedsnummer 3.637.329) ein.